# Bardallur
Bardallur – gmina w Hiszpanii, w prowincji Saragossa, w Aragonii, o powierzchni 27,34 km². W 2011 roku gmina liczyła 325 mieszkańców.